# Георги Николов (кмет)
Вижте пояснителната страница за други личности с името Георги Николов.
Георги Харалампиев Николов е български землемер и общественик.

## Биография
Роден е на 12 февруари 1912 г. в с. Горановци, Кюстендилско. Завършва средно техническо образование в техникум „Христо Ботев“ в София през 1933 г., а през 1934 г., като частен ученик завършва ІІІ софийска мъжка гимназия. От 1928 г. е член на РМС, а от 1933 г. – на БРП.
През 1935 г. е назначен в Областното инженерство в гр. Пловдив като техник-земемер. По-късно през 1938 г. е преместен в Крумовград и Ивайловград в Околийското земемерство. През 1939 г. напуска Ивайловград и постъпва на работа в Дирекцията на земите, отдел „Комасация“ при Министерството на земеделието в София, където служи до 3 юли 1942 г. Уволнен е по чл. 20 от Закона за защита на държавата, след което започва работа като наемен техник.
След 9 септември 1944 г. работи като секретар на Околийското управление в Кюстендил. От 10 юни 1945 г. e назначен за кмет на града, която длъжност изпълнява до 31 март 1947 г.
През 1948 г. е назначен за директор на завод „Изида“, с. Новоселци, впоследствие е директор на Циментовия завод „Васил Коларов“ в Батановци.
През 1951 г. е следствен по дело за стопански саботаж, реабилитиран е през 1952 г. и удостоен с Димитровска награда.